# Stenopterygia hemiphaea
Stenopterygia hemiphaea là một loài bướm đêm trong họ Noctuidae.